# Desa Ncera
Desa Ncera är en administrativ by i Indonesien.   Den ligger i provinsen Nusa Tenggara Barat, i den centrala delen av landet, 1 300 km öster om huvudstaden Jakarta. Desa Ncera ligger vid sjön Embung Ncera.